# Joaquín Capilla
Joaquín Capilla Pérez, född 23 december 1928 i Mexico City, död 8 maj 2010 i Mexico City, var en mexikansk simhoppare.
Capilla blev olympisk guldmedaljör i höga hopp vid sommarspelen 1956 i Melbourne.